# 甲抛峇底
甲抛峇底（马来语：Kepala Batas），是马来西亚槟城州威北县中部的一個城镇，也是威北县署所在地。西有本那牙，东有打昔汝莪。人口则有百分之73是马来人，百分之22是华人，而印度人比例少於百分之4。

## 教育
甲抛峇底设有很多高等教育机构。

### 高等教育
- 交流学校
- Advance Medical & Dental Institute
- Allianze College of Medical Sciences
- 甲抛峇底社区学院
- Kolej Matrikulasi Pulau Pinang
- Pusat Giat Mara Kepala Batas

### 学校
- 培育华文小学
- 农民华文小学
- SK Hashim Awang
- SK Bumbung Lima
- SJKT Palaniady
- SMK Bertam Perdana
- SMK Datuk Haji Ahmad Badawi
- SMK Datuk Haji Abdul Kadir
- SMK Kepala Batas
- SMK Bertam Indah

## 基建
- 威北行政中心
- 威北教育局
- 威北土地及地区局
- 威北宗教局
- 威北初级回教法庭
- 警察局（威北警察总部）
- 消防局
- 公立医院
- 公立诊所
- 千禧礼堂
- 体育中心
- 马来西亚斯里酒店

## 交通
- 于Kompleks Dato' Kailan内设有巴士总站，由槟城快捷通提供服务。
- 附近有一个火车站（打昔汝莪站），位于打昔汝莪。

## 知名人物
- 阿都拉巴达威，1978年至2013年任职甲抛峇底区国会议员，曾任职马来西亚第五任首相。
- 利查马力肯，2013年至2022年任职甲抛峇底区国会议员，现任马来西亚对外贸易发展局主席。[1]曾任职马来西亚外交副部长，青年及体育部长和房屋及地方政府部长。
- 诺莫哈末，马来西亚经济学家，曾任职马来西亚经济副部长和首相署部长（负责经理策划单位事务)。[2]
- 阿都拉曼阿巴斯，曾任职第七任槟城州元首和槟城州立法议会议长。国家能源大学的荣誉主席。

## 影视作品
亚洲新闻台播出的纪录片《A House Of Its Time》的第七集里介绍了甲抛峇底的殖民时期种植园洋房。